# Apeadeiro de Neves
O Apeadeiro de Neves foi uma interface do Ramal de Moura, que servia a localidade de Nossa Senhora das Neves, no concelho de Beja, em Portugal.

## História
Esta interface fazia parte do lanço do Ramal de Moura entre Beja e Quintos, que foi aberto em 2 de Novembro de 1869, com a denominação de Linha do Sueste. A Linha do Sueste passou a ser explorada pela Companhia dos Caminhos de Ferro Portugueses em 11 de Maio de 1927.
Um despacho da Direcção Geral de Caminhos de Ferro de 3 de Janeiro de 1950, publicado no Diário do Governo n.º 8, II Série, de 10 de Janeiro, aprovou vários projectos da Companhia dos Caminhos de Ferro Portugueses para aditamento ao indicador geral de serviço que prestam as estações e apeadeiros e aos quadros das distâncias quilométricas de aplicação nas linhas e ramais do Sul e Sueste, relativos à elevação a apeadeiro de Neves, que antes possuía a classificação de paragem .
O Ramal de Moura foi encerrado pela operadora Caminhos de Ferro Portugueses em 2 de Janeiro de 1990.